# Betano (Schiff, 2010)
Die NRTL Betano (P211) ist ein Patrouillenboot der Verteidigungskräfte Osttimors, das nach dem osttimoresischen Ort Betano benannt wurde. Die Betano und ihr Schwesterboot NRTL Jaco sind Boote der Marine des Landes und im Marinestützpunkt Hera stationiert. Sie bilden gemeinsam die Jaco-Klasse. Es handelt sich dabei um die chinesische Shanghai-III-Klasse (Type 062-I class gunboat). Die Boote wurden 2010 von der chinesischen Firma Poly Technology gebaut und ausgeliefert. Am 11. Juni erfolgt die Schiffstaufe und die offizielle Indienststellung.

Nahansicht der beiden Boote der Jaco-Klasse (2010)
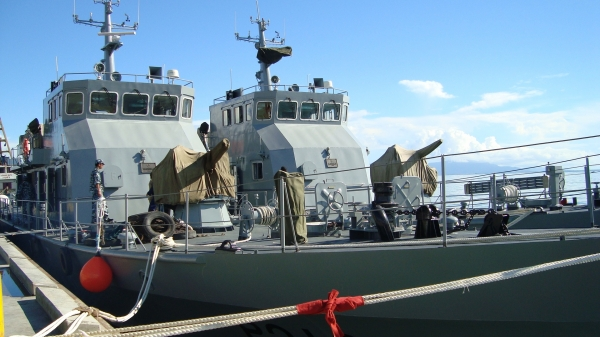
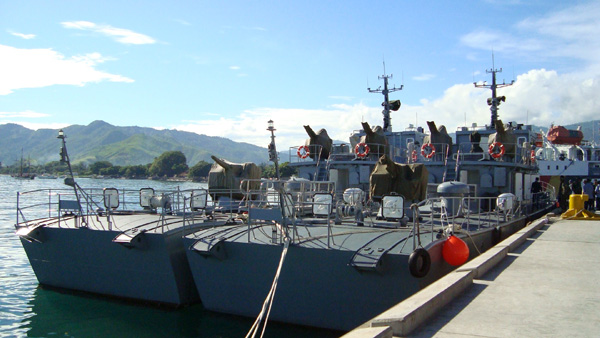
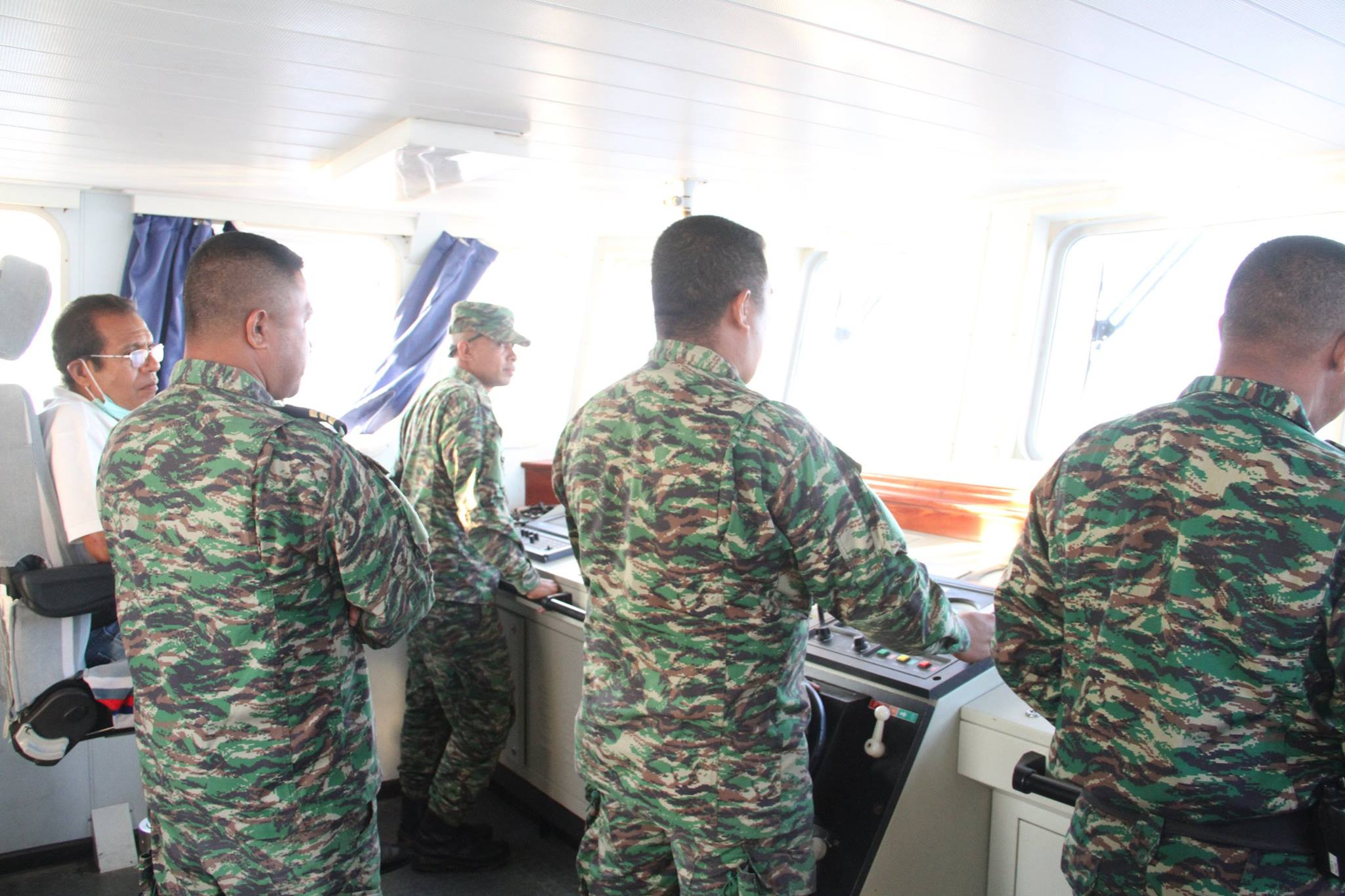
Brücke der Betano (2016)

## Namensgleiche Schiffe
Ebenfalls nach dem Ort Betano wurde auch das 2012 außer Dienst gestellte Landungsboot Betano der australischen Marine benannt.